# دزد دریایی (فیلم ۱۹۷۳)
«دزد دریایی» (انگلیسی: The Pirate (1973 film)) فیلمی در ژانر اکشن، رزمی، و ماجرایی است که در سال ۱۹۷۳ منتشر شد.